# 大阪市中央体育館
大阪市中央体育館（おおさかしちゅうおうたいいくかん）は大阪府大阪市港区の八幡屋公園にある大阪市立の総合体育館である。現在は大阪市は管理していない。愛称は施設命名権（ネーミングライツ）契約により、「Asueアリーナ大阪」（後述）。

## 沿革
1996年に八幡屋公園へ移転するまでは、中央区大手前（現在のNHK大阪放送局と大阪歴史博物館）にあった。移転前の中央体育館は1959年（昭和34年）7月9日に竣工し、こけら落としは「五大都市体育大会」のバスケットボール競技であった。
1985年に大阪市が、大阪城公園と難波宮跡公園を一体化した「歴史公園構想」を発表。その一環として、馬場町にあったNHK大阪放送会館を中央体育館の場所に移転させることとなった。中央体育館は開館から30年ほど経ち、施設が老朽化していたこともあって、候補地となっていた八幡屋交通公園（現：八幡屋公園の一部）への移転が決まった。1997年国民体育大会（なみはや国体）の開催に合わせて、1993年6月に着工、1996年3月に竣工した。
大阪プールも同時期に、扇町公園からインテックス大阪の完成で更地となっていた大阪国際見本市港会場跡地（現：八幡屋公園）へ移転している（併設の扇町プールは扇町公園内に現存）。
公式マスコット（イメージキャラクター）は「マイマイ」（メインアリーナとサブアリーナをイメージ）。

## ネーミングライツ
2018年3月1日より5年間の契約で丸善インテックが命名権を取得し、丸善インテックアリーナ大阪という呼称が付与されていた。しかし、同社が2022年7月1日にAsueに社名変更したことにより、市は2023年7月1日をもって、Asueアリーナ大阪に名称を変更した。

## 施設概要
- メインアリーナ　固定席5,932席　可動席1,390席。フロア面積3,580㎡（77m×46m）

。
バスケットボール
・バレーボール・テニスのコート4面、ハンドボールコート2面などが取れる。各種国際大会・国内大会規模のイベント対応。プロボクシングの試合も行われたことがある。
サブアリーナ　収容人員188人。フロア面積1,540㎡（38m×35m）。バスケットボール・バレーボールコート各2面、テニスコート1面が取れる。主として市民大会規模のものに使われる他、メインアリーナのイベントの控え室としても活用できる。
- 柔道場、フロア面積545㎡（16m×31.5ｍ）256畳。剣道場、フロア面積545㎡（16m×31.5ｍ）。大会議室（200名）、中会議室（100名）、小会議室3室（各30名）

## 主な大会・イベント
- 大手前時代の1986年、大相撲春場所が行われた。当時、大阪府立体育館が全館改修工事で使用できなかったため、代替会場となったもの。
- 1998年と2006年のバレーボール女子世界選手権では決勝戦の会場となった。
- 1999年には世界新体操選手権の会場になった。
- 2013年2月にはISU四大陸フィギュアスケート選手権が開催された。
- 2014年5月にはJFKO主催の第1回全日本フルコンタクト空手道選手権大会の会場になった。
- 2018年11月と2019年11月にはIJF主催の柔道グランドスラムの会場になった。本来は東京体育館で開催されるが、2020年東京オリンピックに向けた改修工事のため使用できないことから、代替会場となった[5]。
- 2019年1月と2020年1月には全日本卓球選手権大会の会場になった。これは上述の柔道と同様に東京体育館の改修工事の関係によるもの[6]。
- 2019年11月には全日本剣道選手権大会の会場になった。これは日本武道館の改修工事の関係によるもの。
- 毎年２月の初旬（基本的に第一日曜日）に全日本インドアソフトテニス選手権が開催される。ソフトテニス最古の室内大会であり、ランキング上位選手により室内の日本一を決定する大会。日本ソフトテニス連盟年度主催最終戦でもある。

## 交通アクセス
- Osaka Metro中央線朝潮橋駅2-A号出口下車、西へ徒歩3分